# Partito Comunista (Marxista-Leninista-Maoista) Bhutanese
Il Partito comunista del Bhutan (marxista-leninista-maoista) è un partito politico bhutanese fondato ufficialmente il 22 aprile 2003 (ma attivo dal 2001), vietato e clandestino in Bhutan.
Creato nei campi profughi dove vivono oltre centomila Lotshampa (bhutanesi di origine nepalese) espulsi dal Bhutan dopo la pulizia etnica degli anni novanta, il partito ha un programma rivoluzionario il cui scopo è rovesciare la monarchia di Thimphu e creare una repubblica popolare.
Tra i suoi obiettivi immediati, il rimpatrio di tutti i profughi espulsi dal Paese e una serie di richieste economiche e politiche, come uno stipendio minimo garantito di 150 ngultrum al giorno per tutti e la distribuzione delle terre ai contadini più poveri, oltre alla completa libertà di parola e di stampa all'interno del Bhutan.
Il segretario generale del partito - che si fa chiamare Vikalpa  e di cui si ignora la reale identità - accusa il re del Bhutan Jigme Khesar Namgyal Wangchuck di violare i diritti umani e di far vivere il suo popolo nell'analfabetismo e nella miseria.
Pochi mesi dopo la sua nascita (avvenuta simbolicamente nel giorno del compleanno di Lenin) il partito ha creato un'ala militare, la Bhutan Tiger Force, il cui scopo è quello di inviare uomini clandestinamente nel territorio del Paese a fare attentati. La zona del Bhutan più colpita è il sud ovest, l'area di confine vicina a India e Nepal e in particolare la città di Phuentsholing, secondo centro del regno in un'area commerciale a ridosso della frontiera con il Nepal. Tra il 2004 e il 2007 la guerriglia ha colpito con ordigni rudimentali lasciati vicino alle fabbriche o ai tralicci dell'alta tensione che trasportano energia elettrica verso l'India.
I ribelli maoisti bhutanesi si ispirano, nella loro strategia, alla guerriglia nepalese di Prachanda (attiva tra il 1996 e il 2006) e secondo l'Intelligence indiana sarebbero in rapporti anche con alcuni movimenti indipendentisti dell'Assam e del Bengala Occidentale, in India.